# 独孤
独孤（どっこ）は、漢姓の一つ。朝鮮・中国では珍しい二字姓で、おもに非漢族の姓である。

## 中国の姓
独孤（どっこ）は、中国人の姓の一つ。五胡十六国時代の匈奴屠各種の支族の一つ独孤部に起源を持つ。北魏の時代に皇室の鮮卑拓跋部と婚姻関係を持ち、孝文帝の漢化政策によって劉氏と改姓した。後に武川鎮軍閥に連なり、鮮卑宇文部の北周の時代になると、再び独孤姓に復姓した。隋の初代皇帝文帝楊堅の皇后（独孤伽羅）などを輩出するなど、北朝から隋唐の時代にかけて名門貴族として繁栄した。
その他に、賜姓された京兆独孤氏（鮮卑系李氏）と河南独孤氏などもあり、これは上記の独孤信から独孤姓を賜ったことから由来する。

### 著名な人物
- 独孤信
- 明敬独孤皇后
- 元貞独孤皇后
- 独孤伽羅
- 独孤羅
- 独孤陀
- 独孤楷
- 独孤盛
- 貞懿独孤皇后

## 朝鮮の姓
独孤（どっこ、トッコ、朝: 독고）は、朝鮮人の姓の一つである。

### 著名な人物
- 独孤立：朝鮮の将軍。
- 独孤成：朝鮮の将軍。独孤立の弟。
- 独孤潤（朝鮮語版）：大韓民国大学教授。

独孤姓を称して活動する人物に、俳優のトッコ・ソン（独孤声）、トッコ・ヨンジェ（独孤永宰）、トッコ・ジュン（独孤俊）親子三代がいるが、彼らの本名は全氏であり、独孤姓は芸名である。

### 氏族
本貫は南原独孤氏が大多数である。南原は現在の中国の河南省にある。始祖は中国の唐朝の八学士の一人で新羅に帰化した上記の河南独孤氏一門の独孤公舜である。
| 氏族（地域） | 創始者   | 人数（2015年） |
| ------------ | -------- | -------------- |
| 広陵独孤氏   |          | 6              |
| 南原独孤氏   | 独孤公舜 | 457            |
| 義州独孤氏   |          | 5              |
| 春谷独孤氏   |          | 14             |

### 人口と割合
1930年度国勢調査当時には481所帯中453世帯が義州・竜川を中心に平北に集中分布していた。
| 年度   | 人口  | 世帯数  | 順位         | 割合 |
| ------ | ----- | ------- | ------------ | ---- |
| 1960年 | 445人 |         | 258姓中154位 |      |
| 1985年 | 695人 | 215世帯 | 274姓中169位 |      |
| 2000年 | 807人 |         |              |      |
| 2015年 | 502人 |         |              |      |